# Eunica concolor
Eunica concolor är en fjärilsart som beskrevs av Jose Francisco Zikán 1937. Eunica concolor ingår i släktet Eunica och familjen praktfjärilar. Inga underarter finns listade i Catalogue of Life.